# Mengyelejevszki járás

A Mengyelejevszki járás Tatárföldön

A Mengyelejevszki járás (oroszul Менделеевский район, tatárul Менделеевск районы) Oroszország egyik járása Tatárföldön. Székhelye Mengyelejevszk.

## Népesség
- 1989-ben 26 764 lakosa volt.
- 2002-ben 30 539 lakosa volt, melynek 57,6%-a tatár, 31,4%-a orosz, 3,9%-a udmurt, 3,7%-a mari.
- 2010-ben 30 377 lakosa volt, melyből 16 033 tatár (52,8%), 10 811 orosz (35,6%), 1 332 udmurt (4,4%), 1 227 mari (4%), 195 csuvas, 168 baskír, 125 ukrán, 31 mordvin.